# María Olga Piria
María Olga Piria de Jaureguy (Montevideo, 28 de abril de 1927 - 30 de julio de 2015) fue una artista plástica, discípula directa de Joaquín Torres García, dedicada a la pintura y a la orfebrería. 

## Biografía
Estudió dibujo en el Círculo de Bellas Artes entre 1941 y 1943; pintura con Joaquín Torres García (1944/1949) en el Taller Torres García. Autodidacta en orfebrería, consagrándose en este arte desde 1957. Dedicada a la docencia como profesora de piano (1961 al 1963). Viajó a la Argentina y a Italia, becada por el gobierno de dicho país. 
Realizó exposiciones individuales de orfebrería en Centro de Artes y Letras del diario El País (Uruguay); galería Río de la Plata; galería de Periódico Marcha; Subte municipal de Montevideo y Asociación Cristiana de Jóvenes.
Falleció el 30 de julio de 2015 a los 88 años. .

## Premios
En 2007 recibió el Premio Candelabro de Oro de la B'nai B'rith Uruguay.